# Gomméville
Gomméville település Franciaországban, Côte-d’Or megyében. Lakosainak száma 116 fő (2022. január 1.). Gomméville Mussy-sur-Seine, Noiron-sur-Seine, Bouix, Charrey-sur-Seine és Molesme községekkel határos.

## Népesség
A település népességének változása:
| Lakosok száma | 198  | 161  | 142  | 141  | 144  | 139  | 133  | 124  | 122  | 116  |
|               | 1968 | 1982 | 1990 | 2006 | 2013 | 2015 | 2017 | 2019 | 2020 | 2022 |